# Toppegöl
Toppegöl är en sjö i Tranås kommun i Småland och ingår i Motala ströms huvudavrinningsområde. Toppegöl ligger i Huluskogen Natura 2000-område.